# 安氏祠堂
安氏祠堂是原杨柳青八大家之一安文忠祭祖的家族祠堂，建于1720年，坐落于天津市西青区杨柳青镇估衣街施医局胡同2号，该建筑目前为天津市文物保护单位和重点保护等级历史风貌建筑。

## 建筑特色
安氏祠堂座北朝南，建筑面积为630平方米，由五间两进四合院和二十四间房屋组成，四合院中间设有穿堂，将建筑分为南北两个院落，建筑外立面均为传统的青石磨砖对缝饰面，建筑顶部为抬梁式硬山人字脊两坡顶屋顶，建筑所有的房屋都采用四扇五抹隔扇门，建筑的次间和梢间下部设有海棠池式槛墙，上部设有支摘窗，房屋的正脊为清水脊，地面铺设青砖，是一座典型清代天津合院民居风格建筑。

## 历史
安氏祠堂始建于1720年，原为住宅。1934年，该建筑改为家祠，后几易其主。2001年，该建筑被辟为安氏祠堂并被西青区人民政府批为西青区文物保护单位。2002年，天津市人民政府对安氏祠堂进行修复。2003年9月28日，安氏祠堂成为杨柳青年画馆并对外开放。

## 内部链接
- 石家大院